# 浙翁如琰
浙翁如琰（せっとう にょえん）は、南宋中期に活動した臨済宗大慧派の禅伯である。大慧下3世。仏心禅師。

## 生涯
台州寧海県で生誕した。俗姓は国氏あるいは周氏。乾道4年（1168年）、生地の浄土院に入り、18歳で出家した。阿育王山で拙庵徳光の法を継ぎ、南剣州含清寺、温州能仁寺、明州光孝寺、建康府蔣山及び明州天童山の住持を務めた後、勅命により嘉定11年（1218年）には径山寺の席を薫して仏心禅師の号を賜る。その席にいる間に道元が参禅している。
宝慶元年7月17日（1225年8月22日）示寂。法嗣に偃渓広聞、大川普済、介石智明、東山道源、晦巌智昭、夢窓嗣清、辨山了阡、芝巌慧洪ならびに淮海原肇がいる。